# Carthamus rechingeri
Carthamus rechingeri là một loài thực vật có hoa trong họ Cúc. Loài này được P.H.Davis mô tả khoa học đầu tiên năm 1953.